# La Révolution
La Révolution és una sèrie de televisió dramàtica de ficció sobrenatural francesa produïda i emesa el 2020 per Netflix i creada per Aurélien Molas. El gener de 2021, la sèrie va ser cancel·lada després d'una sola temporada.

## Argument
En una història alternativa situada en el preludi de la Revolució Francesa i enmig de la decadència de l'Antic règim, el futur inventor de la guillotina, Joseph-Ignace Guillotin, descobreix l'existència d'una malaltia anomenada "sang blava" que condueix l'aristocràcia a assassinar els plebeus, trastocant la jerarquia esblerta fins ara.

## Repartiment
- Amir El Kacem com el metge Joseph Ignace Guillotin.
- Marilou Aussilloux com a Élise de Montargis.
- Doudou Masta com a Oka.
- Amélia Lacquemant com a Madeleine.
- Lionel Erdogan com a Albert Guillotin.
- Julien Frison com a Donatien de Montargis.
- Coline Béal com a Ophélie.
- Isabel Aimé González-Sola com a Katell.
- Laurent Lucas com a Charles de Montargis.
- Dimitri Storoge com a Edmond de Pérouse.
- Gaia Weiss com a Marianne.
- Ian Turiak com a Lluís XVI de França.
- Geoffrey Carlassare com el Disciple de Donatien

## Episodis
| Núm. d'història | Episodi | Títol           | Direcció           | Guió                                        | Data d'estrena       |  |
| --------------- | ------- | --------------- | ------------------ | ------------------------------------------- | -------------------- |  |
| 1               | 1       | "Les Origines"  | Julien Trousselier | Aurélien Molas i Gaïa Guast                 | 16 d'octubre de 2020 |  |
|                 |         |                 |                    |                                             |                      |  |
| 2               | 2       | "Le Revenant"   | Julien Trousselier | Aurélien Molas i Gaïa Guast                 | 16 d'octubre de 2020 |  |
|                 |         |                 |                    |                                             |                      |  |
| 3               | 3       | "Les Innocents" | Jérémie Rozan      | Aurélien Molas i Gaïa Guast                 | 16 d'octubre de 2020 |  |
|                 |         |                 |                    |                                             |                      |  |
| 4               | 4       | "Les Bourreaux" | Jérémie Rozan      | Aurélien Molas, Gaïa Guast i Sabine Dabadie | 16 d'octubre de 2020 |  |
|                 |         |                 |                    |                                             |                      |  |
| 5               | 5       | "Le Sang bleu"  | Jérémie Rozan      | Aurélien Molas i Gaïa Guast                 | 16 d'octubre de 2020 |  |
|                 |         |                 |                    |                                             |                      |  |
| 6               | 6       | "L'Alliance"    | Edouard Salier     | Aurélien Molas, Gaïa Guast i Hamid Hlioua   | 16 d'octubre de 2020 |  |
|                 |         |                 |                    |                                             |                      |  |
| 7               | 7       | "Le Dilemme"    | Edouard Salier     | Aurélien Molas i Gaïa Guast                 | 16 d'octubre de 2020 |  |
|                 |         |                 |                    |                                             |                      |  |
| 8               | 8       | "La Révolte"    | Edouard Salier     | Aurélien Molas i Gaïa Guast                 | 16 d'octubre de 2020 |  |

## Localització
El rodatge es va realitzar a Vexin al departament de Val-d'Oise i al municipi de Rambouillet al departament d'Yvelines, durant el maig de 2019, així com al municipi de Barneville-Carteret al departament de la Manche, el setembre de 2019.